# Peter Grieß

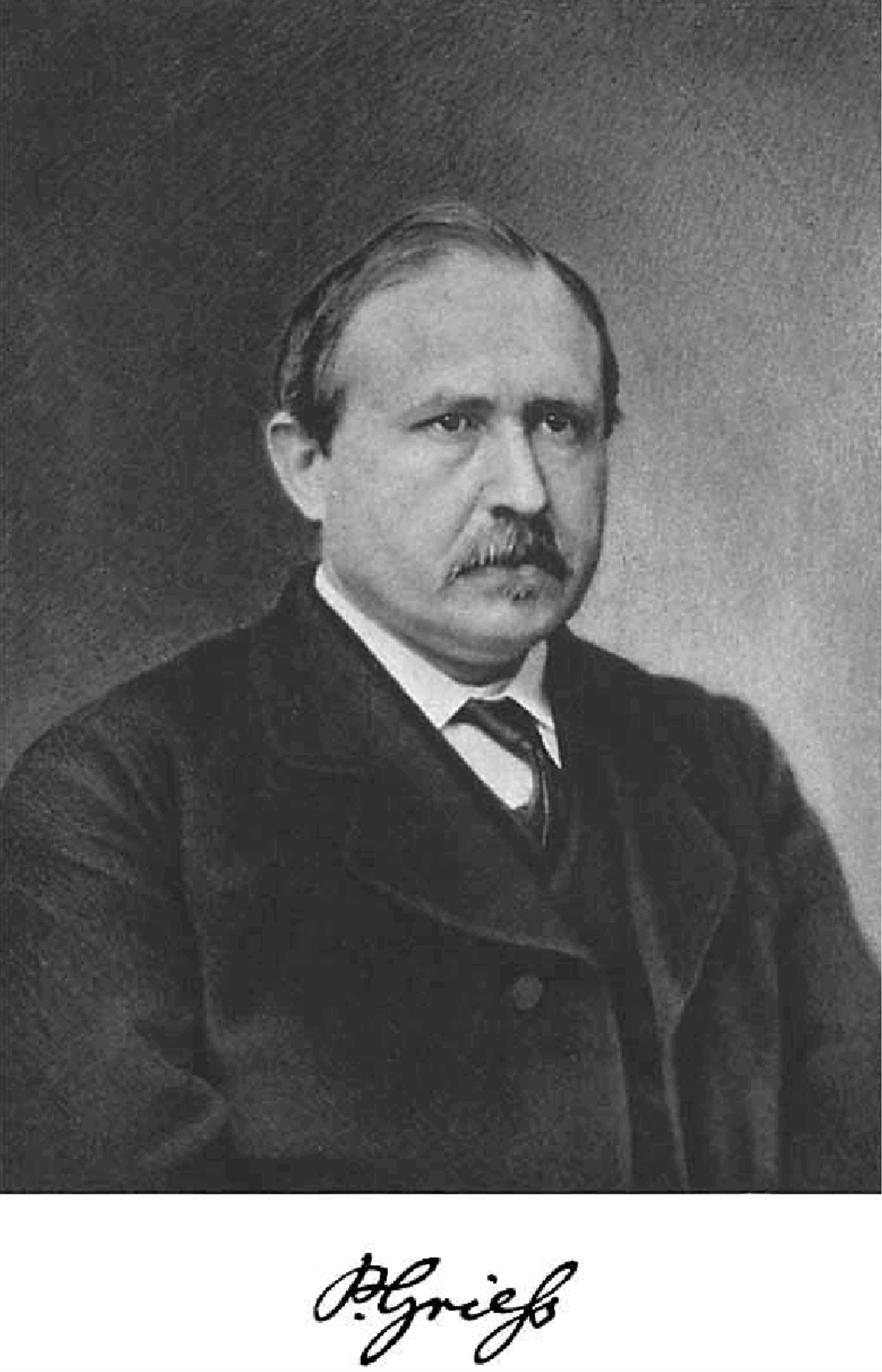
Peter Grieß in England

Johann Peter Grieß (auch Griess, * 6. September 1829 in Kirchhosbach, heute Stadtteil von Waldkappel; † 30. August 1888 in Bournemouth) war ein deutscher Chemiker.

## Leben und Werk
Nach dem Besuch einer landwirtschaftlichen Privatschule und der höheren Gewerbeschule in Kassel sowie einem kurzen Abstecher in ein hessisches Husarenregiment schrieb sich Grieß 1850 an der Universität Jena ein, um im Herbst 1851 an die Universität Marburg zu wechseln. Dort studierte er Philologie; er wohnte in dieser Zeit beim Tuchmacher Hering (WS 1851/52), beim Maurermeister Dauber (SS 1853) und beim Stadtdiener Cöster (WS 1853/54).
Corpsstudentische Auswüchse und eine damit einhergehende Relegation beendeten noch 1853 seinen Marburg-Aufenthalt und führten ihn nach München.
An der Ludwig-Maximilians-Universität München hörte er, ohne jemals immatrikuliert gewesen zu sein, Vorlesungen bei Justus von Liebig und Moritz Carrière.
1854 kehrte er, mit ministerieller Billigung und nach Absitzen einer Karzerstrafe, nach Marburg zurück und studierte insbesondere Chemie bei Hermann Kolbe; eine akademische Abschlussprüfung hat er allerdings nicht abgelegt.
1856 verließ er, um Geld zu verdienen, die Universität. Nachdem seine zeitweilige Arbeitsstätte, die Oehlersche Teerfabrik in Offenbach am Main, abgebrannt war, trieb es ihn erneut nach Marburg.
Sein Lehrer Kolbe nahm sich seiner an und empfahl ihn 1858 für eine Tätigkeit bei August Wilhelm von Hofmann an dessen Londoner Laboratorium am Royal College of Chemistry. Seine Untersuchungen zu den aromatischen Diazoverbindungen, auf deren Grundlage synthetische Farbstoffe wie z. B. Azofarbstoffe (vgl. auch Teerfarbe) hergestellt werden und die er z. T. schon in Marburg begonnen hatte, zogen bald die Aufmerksamkeit der in der Royal Society of Chemistry versammelten Fachgenossen auf sich. So stellte er die erste Diazoverbindung durch Einleiten von nitrosen Gasen in Pikraminsäurelösung dar.
1858 hatte Grieß gefunden, dass man Diazoniumsalze allgemein durch Einwirken von Salpetriger Säure auf aromatische Amine herstellen kann, ohne sich allerdings über die Struktur dieser Verbindungen im Klaren zu sein. Mit einer Reihe von auf dieser Basis hergestellten Azofarbstoffen trat er in Wettbewerb mit anderen Farbstoffchemikern seiner Zeit, wie z. B. Otto Nikolaus Witt und Carl Alexander von Martius. Ein reger und freundschaftlicher Gedankenaustausch verband ihn über viele Jahre mit dem Chemiker Heinrich Caro, einem Direktor und Vorstandsmitglied der BASF.
Der deutsche Chemiker Heinrich Böttinger, ein Schüler Hofmanns, verhalf ihm 1862 zu seiner Lebensstellung als Brauereichemiker in der berühmten Brauerei von Samuel Allsopp & Sons in Burton-upon-Trent.  Am 22. September 1869 heiratete er die Arzttochter Louisa Anna Mason, mit der er zwei Söhne und zwei Töchter hatte. Sie verstarb sehr früh am 19. Juli 1886. Grieß starb zwei Jahre später und wurde im Familiengrab in Burton-upon-Trent neben seiner Gattin bestattet.
Seine neue Tätigkeit zwang ihn zeitweise zur Aufgabe der bisher vertrauten Studien, doch fand er immer wieder Gelegenheit, die von ihm entwickelte Forschungsrichtung um vielfältige Entdeckungen zu bereichern.
Für seine wissenschaftlichen Leistungen wurde er, in persönlicher Anwesenheit, von der Ludwig-Maximilians-Universität 1877 zum Ehrendoktor ernannt. 1885 wurde er zum Mitglied der Deutschen Akademie der Naturforscher Leopoldina gewählt.
Im Bereich der Azofarbstoffe hatte Grieß einige Patente angemeldet, die er mit Leichtigkeit an britische Firmen oder seinen Freund Caro von der BASF verkaufen konnte. Auch trat er auf Anregung von Caro als Gutachter in Patentprozessen für die BASF auf.

## Grieß’sche Probe
Auch in der Medizin hat Peter Grieß Spuren hinterlassen – die nach ihm benannte Grieß’sche Probe, einen Nachweis auf Nitrit. Die Substanz wird mit MnO2 oder Pb3O4 trocken erhitzt, wobei sich HNO2-Dämpfe entwickeln, die ein mit Grieß'schem Reagens befeuchtetes Filterpapier rot färben.

## Grieß’sches Reagenz
Eine einprozentige Lösung von Sulfanilsäure in 30-prozentiger Essigsäure und eine 0,1-prozentige Lösung von Naphthylamin werden zusammengemischt. Färbt sich eine Probe nach Zusatz der Reagenz rosa, dann ist Nitrit (NO2−) nachgewiesen.